# Joseph Stolz (Mediziner)
Joseph Stolz (* 4. Dezember 1811 in Matrei am Brenner; † 8. Februar 1877 in Hall in Tirol) war ein österreichischer Arzt. Er stand für die sehr seltene Verbindung von Chirurgie und Psychiatrie.

## Leben
Ab 1826 besuchte er das Akademische Gymnasium Innsbruck. 1832 begann er an der Universität Innsbruck Philosophie zu studieren. Nach zwei Jahren wechselte er zur Medizin. 

### Wien
Im Herbst 1833 ging er an die Universität Wien. Das Studienjahr 1834/35 verbrachte er an der Universität Padua. Nach Wien zurückgekehrt, wurde er am 8. Februar 1839 in das k.k. chirurgische Operationsinstitut aufgenommen. Als Schüler von Joseph Wattmann von Maëlcamp-Beaulieu erlangte er am 10. Dezember 1839 die Doktorwürde der Medizin und Geburtshilfe. 1839/40 besuchte er die chirurgische Abteilung von Franz Schuh, den augenärztlichen Unterricht von Anton von Rosas und die täglichen Ordinationen an der nachmaligen Niederösterreichischen Landesirrenanstalt am Brünnlfeld. In jener Zeit befreundete er sich mit Carl Ludwig Sigmund von Ilanor. 1841 wurde er zum Doktor  der Chirurgie und zum Magister der Ophthalmologie ernannt.

### Tirol
Umfassend ausgebildet, kehrte er 1842 nach Tirol zurück. Dort gehörten seine wissenschaftliche Ausbildung und seine Geschicklichkeit in der operativen Chirurgie zu den größten Seltenheiten. Ernannt wurde er deshalb Ende April 1841 zum Hauswundarzt der Irrenanstalt in Hall, dem späteren Landeskrankenhaus Hall. Hier führte er bei seinen Operationen als erster in Tirol die Äthernarkose durch.  Im Oktober 1842 bewarb er sich vergeblich um die erledigte Lehrkanzel der Anatomie an der medicinisch-chirurgischen Lehranstalt zu Innsbruck. Das bewog ihn wohl, sich in erster Linie der Psychiatrie zu widmen. Ihr sollte er seinen bleibenden Ruf verdanken. Auf Studienreisen durch Deutschland, Belgien und Frankreich im Jahre 1844 vertiefte er sein Wissen über die Infrastruktur und Betreuungsmöglichkeiten von Irrenanstalten. Sein Bericht über das Hôpital de la Salpêtrière und die (privaten) Irrenanstalten in Ivry-sur-Seine und Bicêtre wurde wegen der Revolution von 1848/1849 im Kaisertum Österreich nur zum Teil veröffentlicht. Am  1. Juni 1854 folgte er dem verstorbenen Johann Tschallener als Direktor der Landesirrenanstalt Hall. Als anfängliche Widerstände überwunden waren, machte er aus der Anstalt eine hochmoderne Einrichtung. Für italienische Patienten und Kinder entstanden neue Baulichkeiten. Ohne Entgelt kümmerte sich Stolz um Taubstumme, Arme und Seuchenkranke. 1859 sorgte er für die Verwundeten des Sardinischen Krieges. In der Psychiatrie war er entschiedener Anhänger des no restraint. Die Universität Innsbruck bestellte ihn 1873  zum Supplenten für Psychiatrie. Mit 65 Jahren erlag er einem Schlaganfall.

### Nachfahren
Stolz war verheiratet mit einer Tochter von Josef Rapp. Der Sohn Michael (1846–1872) maturierte im Sommer 1865 in Bozen, studierte ab dem WS 1865/66 in Innsbruck Jus und wurde wie seine beiden Brüder im Corps Rhaetia aktiv.  Als Schütze der Innsbrucker Studentencompagnie von 1866 nahm er am Feldzug gegen Italien teil. Als promovierter Advokaturskonzipient in Ried im Innkreis erkrankte er an einer Lungentuberkulose, der er mit 26 Jahren in seinem Geburts- und Elternhaus erlag. Der ältere Bruder war der Mathematiker Otto Stolz, der jüngere der Philologe Friedrich Stolz. Beide waren Rektoren der Universität Innsbruck.

## Werke
- Mechanischer Zwang bei der Behandlung der Geisteskranken und die allmälige Beseitigung desselben in der Irrenanstalt zu Hall in Tirol. Zeitschrift für Psychiatrie, Bd. 26.
- Bemerkungen über die tirolische Landes-Irrenanstalt in Hall, 1869.
- Fall von dreimal versuchtem und endlich vollzogenem Selbstmord. Zeitschrift für Psychiatrie 4 (1847)
- Zur fortschreitenden und allgemeinen Porose. Zeitschrift für Psychiatrie 8 (1851)
- Mechanischer Zwang (körperliche Beschränkung) bei der Behandlung der Geisteskranken und die allmälige Beseitigung desselben in der Irrenanstalt zu Hall in Tirol. Zeitschrift für Psychiatrie 15 (1868)
- Der erste Fall von politisch-religiösem Wahnsinn aus der neuesten Zeitperiode in der Tiroler Landes-Irrenanstalt. Zeitschrift für Psychiatrie 28 (1871)
- Gedanken über moralisches Irresein (moral insanity). Zeitschrift für Psychiatrie 33 (1876)
- Neuer Versuch zur Radicaloperation der Leistenbrüche [Bd. II]. Zeitschrift der Gesellschaft der Aerzte in Wien IX. Jahrg. (1853)
- Chloroform und Schwefeläther als Hilfsmittel zur Erkenntniß psychischer Zustände (Nr. 25). Wiener medicinische Wochenschrift Jahrg. 1870
- Die Versorgung unheilbarer gefährlicher Irren, eine brennende Landesfrage (Nr. 9–12 und 17–24). Bote für Tirol und Vorarlberg 1863

## Mitgliedschaften
- Tiroler Landessanitätsrat
- korrespondierendes Mitglied der Gesellschaft der Ärzte in Wien (1855)
- korrespondierendes Mitglied des Vereins für Psychiatrie in Wien (1869)